# Lambarfjärden

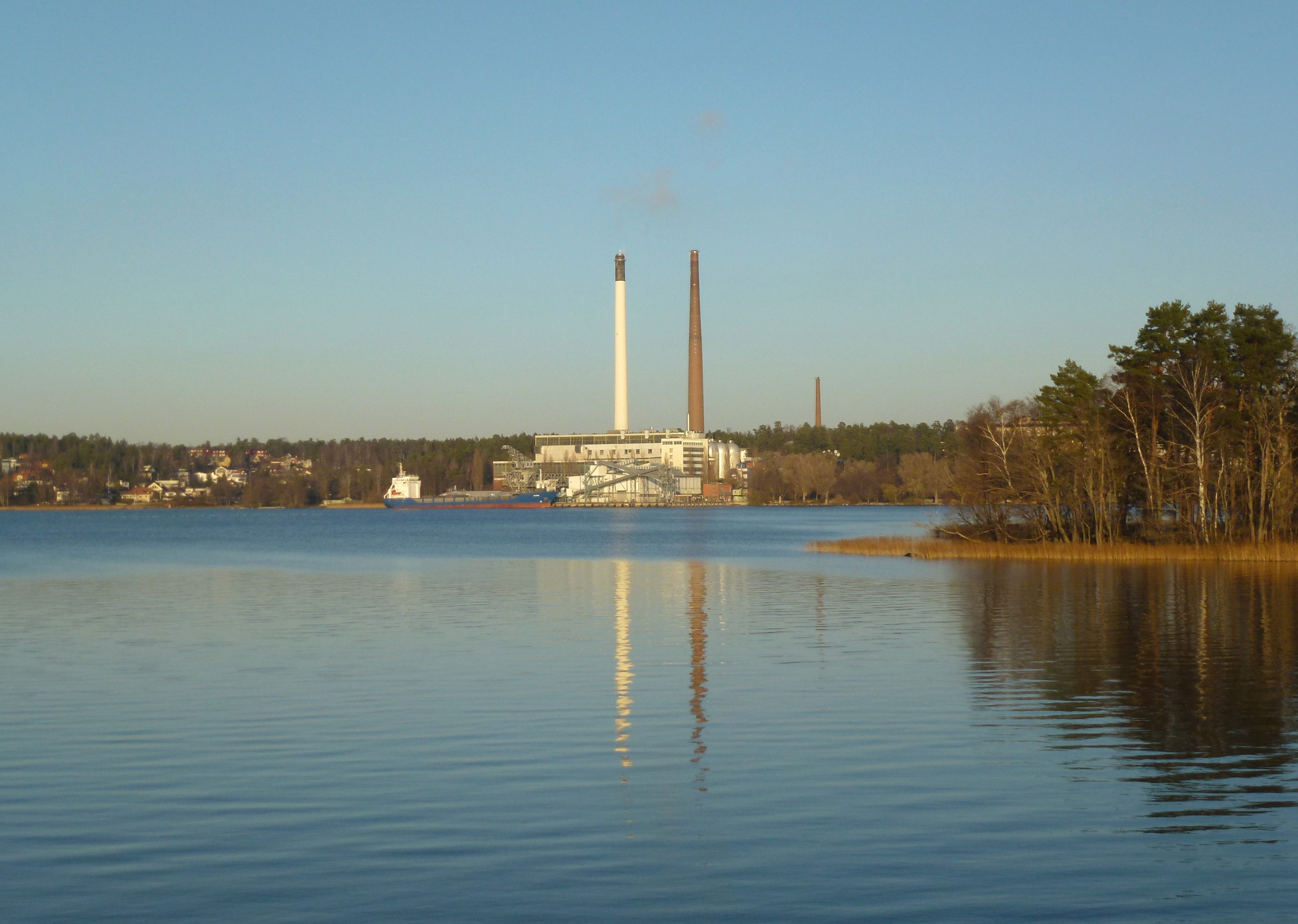
Lambarfjärden i april 2009, i bakgrunden syns Hässelbyverket i västra Stockholm

Lambarfjärden är Mälarens djupaste fjärd (66 meter). Den ligger i östra Mälaren, begränsas av Hässelby i nordost, Lovön i syd och Färingsö i väst. I Lambarfjärden ligger Lambarön och Hässelby holme och på Lovöns norra spets finns samhället Lambarudd som fick sitt namn av fjärden. Lambarfjärden kallas i seglarkretsar även Lambaren.

## Lambarfjärden

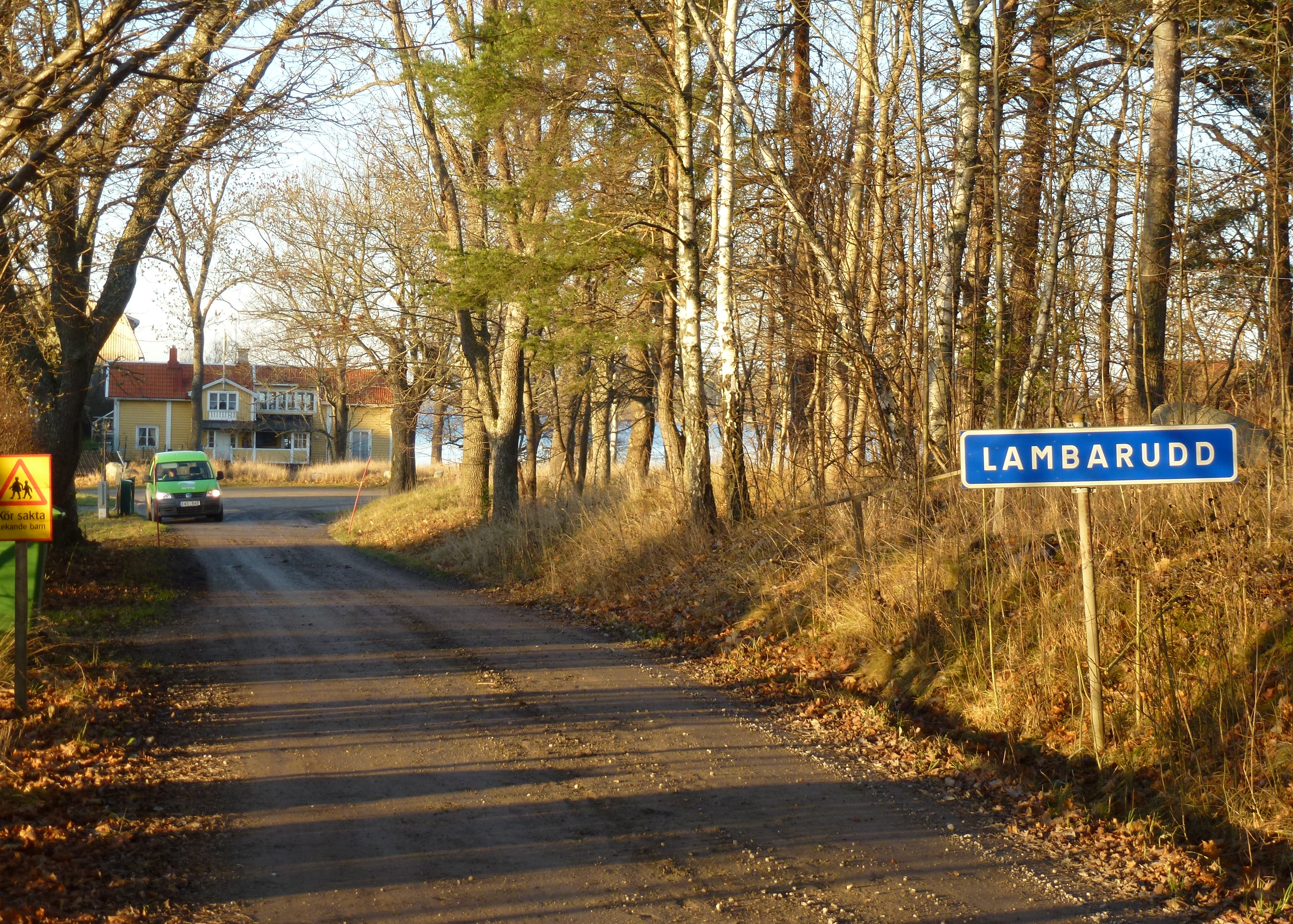
Lambarudd

Lambarfjärdens geografiska sträckning är något oklar och det existerar ingen karta som visar fjärdens exakta begränsning. På en aktuell karta utgiven av Stockholms stad framgår dock att Lambarfjärden även går söder om Hässelby holme. Mot norr övergår Lambarfjärden i Lövstafjärden ungefär i höjd med Hässelby villastad och i söder övergår den i Mörbyfjärden, strax norr om Lovö vattenverk.

## Lambarudd
Namnet Lambarudd kommer sig av, att det var väldigt lämpligt att på våren spärra av udden från vilda djur och låta fåren lamma på denna plats. Det blev "Lambarudden" och sedermera Lambarudd. Den utanför liggande fjärden blev Lambarfjärden och långt senare ändrade även ön Fäön sitt namn till Lambarön. Området hörde ursprungligen till Hogsta gård. Lambarudd blev med tiden arrendegård med lantbruk och en av Lovös största handelsträdgårdar med tio växthus, frilandsodling med bänkfönster, blomsterodling, många bärbuskar och fruktträd, anställd personal och trädgårdselever.

## Förbifart Stockholm
I samband med vägprojektet Förbifart Stockholm planerades till en början en bro över Lambarfjärden mellan Lovön och Grimsta naturreservat, men år 2009 förordades istället en tunnel under fjärden. Den planerade tunneln skall gå på cirka 60 meters djup och blir en del av den totalt 17 kilometer långa vägtunneln mellan Kungens Kurva i söder och Häggvik i norr.